# Meganthias kingyo
Meganthias kingyo là một loài cá biển thuộc chi Meganthias trong họ Cá mú. Loài này được mô tả lần đầu tiên vào năm 2000, ban đầu được xếp vào chi Holanthias.

## Phân bố và môi trường sống
M. kingyo có phạm vi phân bố ở Tây Thái Bình Dương. Loài cá này ban đầu được tìm thấy ở ngoài khơi quần đảo Miyako và quần đảo Yaeyama (phía nam Nhật Bản). Năm 2015, 8 cá thể M. kingyo lại được phát hiện ngoài khơi đảo Lembeh (Bắc Sulawesi, Indonesia). Năm 2017, thêm 3 cá thể của M. kingyo được thu thập ở Dumaguete, Philippines. M. kingyo được tìm thấy ở độ sâu khoảng 150 m trở lại.

## Từ nguyên
Trong tiếng Nhật, kingyo có nghĩa là "cá vàng", ám chỉ hình dáng cơ thể cũng như màu sắc của M. kingyo giống như cá vàng.

## Mô tả
Cá đực trưởng thành có chiều dài lớn nhất đo được là 28 cm, trong khi cá mái có chiều dài lớn nhất là 24 cm. Cá đực có đầu và cơ thể màu đỏ nhạt, trở nên hồng hơn ở nửa dưới của đầu và thân. Các gai và tia vây lưng giữa có màu vàng, các tia vây còn lại màu đỏ nhạt. Vây hậu môn màu đỏ nhạt với một dải màu vàng sát rìa. Vây đuôi có màu đỏ nhạt, tím hơn ở rìa; đuôi xẻ thùy. Vây ngực màu vàng nhạt ở gốc, đỏ hơn xung quanh. Vây bụng có màu đỏ nhạt. Cá mái có đầu và thân màu hồng, trắng ở nửa cơ thể dưới, có nhiều đốm nâu sẫm rải rác ở thân trên. Vây lưng màu trắng hồng, có nhiều đốm nâu. Vây hậu môn màu hồng với một dải màu vàng sát rìa. Vây đuôi có màu hồng. Vây ngực màu hồng nhạt, mép trên và dưới màu trắng. Vây bụng màu vàng ở phía trước, dần trở thành màu trắng hồng ở sau.
Số gai ở vây lưng: 10; Số tia vây mềm ở vây lưng: 17 - 18; Số gai ở vây hậu môn: 3; Số tia vây mềm ở vây hậu môn: 8; Số tia vây mềm ở vây ngực: 13 - 14; Số gai ở vây bụng: 1; Số tia vây mềm ở vây bụng: 5; Số lược mang: 36 - 38; Số vảy đường bên: 44 - 49.